# Csósú
Csósú (japánul: 長州, Hepburn-átírással: Chōshū) a japán Móri család Edo-kori (1600–1867) birtoka volt (értéke 369 ezer koku). A Mórik, mivel csak Tokugava Iejaszu szekigaharai győzelme után esküdtek hűséget, megbízhatatlannak, „külső” (tozama) daimjóknak minősültek, és később Szacumával együtt Csósú főszerepet is játszott az Edo-bakufu megdöntésében és a Meidzsi-restaurációban (1868).